# العلاقات بين الاتحاد السوفيتي ويوغوسلافيا

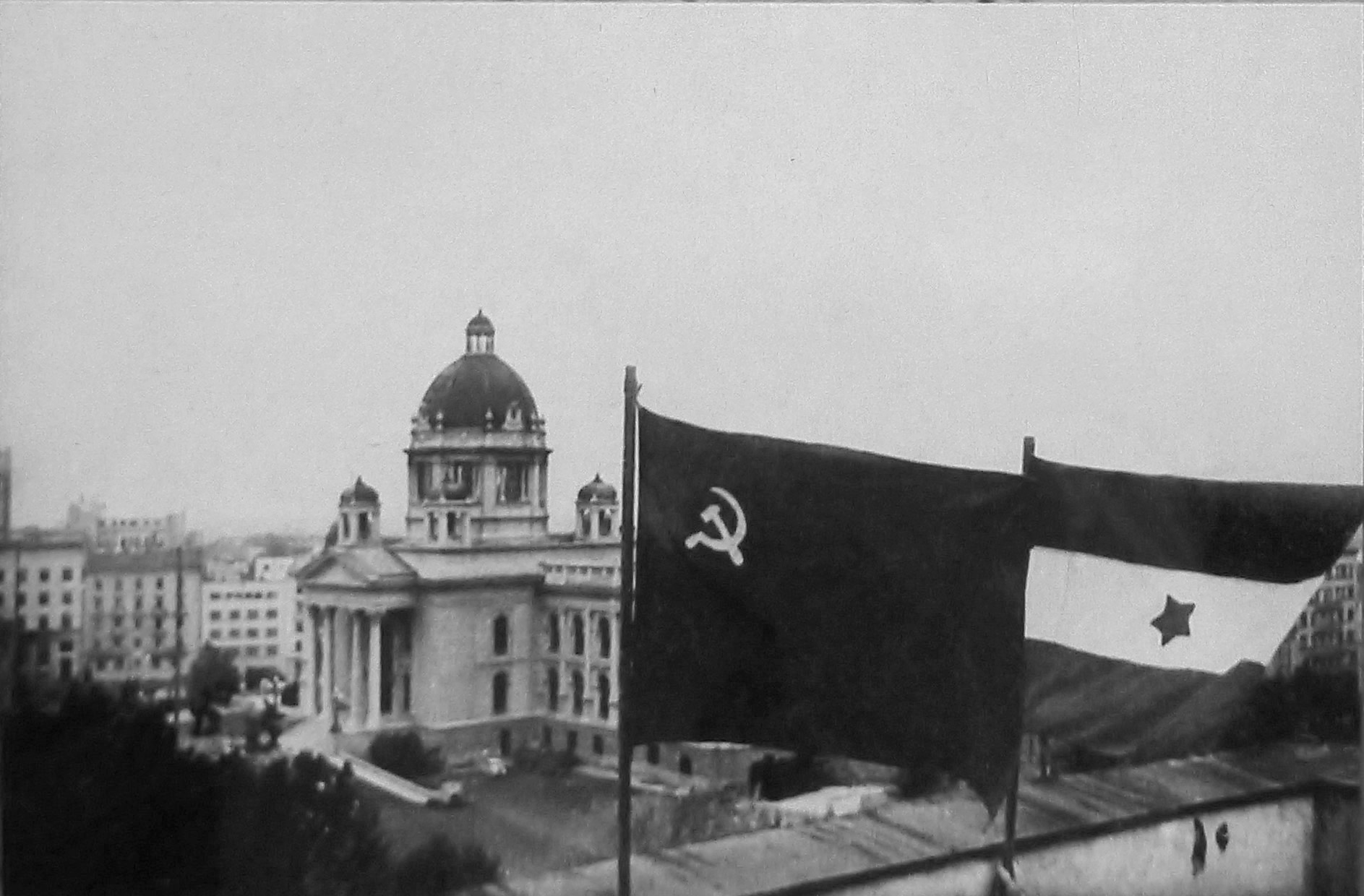
أعلام اتحاد الجمهوريات الاشتراكية السوفيتية ويوغوسلافيا أمام مجلس النواب في بلغراد عام 1944.

كانت العلاقات بين الاتحاد السوفيتي ويوغوسلافيا علاقات خارجية تاريخية بين الاتحاد السوفيتي ويوغوسلافيا (كل من مملكة يوغوسلافيا 1918-1941 وجمهورية يوغوسلافيا الاتحادية الاشتراكية 1945-1992). كلتا الدولتين الآن دولتان منحلتان مع تفكك الاتحاد السوفيتي في عام 1991 وتفكك يوغوسلافيا من عام 1991 حتى عام 1992. تطورت العلاقات بين البلدين بشكل غامض للغاية. حتى عام 1940 كانت العلاقات عدائية بشكل علني، وفي عام 1948 تدهورت مرة أخرى وفي عام 1949 تم كسرها بالكامل. في الفترة 1953-1955، أعيدت العلاقات الثنائية مع توقيع إعلان بلغراد، ولكن حتى انهيار يوغوسلافيا ظلت مقيدة للغاية. كانت العلاقات مع الاتحاد السوفيتي ذات أولوية قصوى بالنسبة لبلغراد حيث ساعدت تلك العلاقات أو غيابها البلاد على تطوير مبدأ المساواة في المسافة في الحرب الباردة الذي استندت إليه سياسة عدم الانحياز اليوغوسلافية.
على الرغم من أن دولتين ليستا قريبتين جغرافيًا، إلا أن كلاهما كان في الغالب سلافيًا ولهما تقاليد مسيحية أرثوذكسية شرقية مشتركة كبيرة والتي انعكست بشكل خاص في العلاقات التاريخية قبل الحرب العالمية الأولى بين الإمبراطورية الروسية وإمارة صربيا وإمارة الجبل الأسود. ومع ذلك، لم تنعكس الروابط التاريخية والثقافية والسياسية الهامة في العلاقات الثنائية الوثيقة مع استمرار التوترات والانقسامات الاستراتيجية طوال فترة وجود يوغوسلافيا والاتحاد السوفيتي تقريبًا. لم تعترف مملكة يوغوسلافيا رسميًا بالاتحاد السوفييتي حتى يونيو 1940 وأقامت علاقات دبلوماسية، وهي واحدة من أواخر الدول الأوروبية التي قامت بذلك.
في الستينيات والثمانينيات، كانت التجارة بين البلدين مهمة ونمت حتى عام 1985. أصبح اتحاد الجمهوريات الاشتراكية السوفيتية مستهلكًا رئيسيًا للمنتجات الثقافية اليوغوسلافية من خلال نشر ترجمات لكتاب يوغوسلافيين وعرض أفلام يوغوسلافية.
بينما في حالة الاتحاد السوفيتي، كان الاتحاد الروسي معترفًا به دوليًا كدولة وريثة وحيدة، كان هناك خلافة مشتركة في حالة يوغوسلافيا بين خمس دول وريثة ذات سيادة متساوية والتي تم تشكيلها عند حل الاتحاد.  ومع ذلك، تقر صربيا والاتحاد الروسي باستمرار جميع الوثائق المشتركة بين الدولتين الموقعة بين البلدين منذ عام 1940. كرواتيا، باستخدام المبدأ والإجراءات التشريعية لخلافة الدولة، تعترف رسميًا ببعض الاتفاقيات القديمة مثل اتفاقية عام 1955 للتعاون العلمي والتقني، واتفاقية عام 1974 بشأن التعاون الثقافي والعلمي والتعليمي أو اتفاقية عام 1988 بشأن الاعتراف بمؤهلات التعليم العالي.

## تاريخ

### فترة ما بين الحربين
بعد انتهاء الحرب الأهلية الروسية في عام 1922 بانتصار البلاشفة، ظلت العلاقات بين مملكة يوغوسلافيا والاتحاد السوفيتي فاترة. منذ عام 1920، رحبت حكومة مملكة يوغوسلافيا بعشرات الآلاف من اللاجئين الروس المناهضين للبلاشفة، بشكل رئيسي أولئك الذين فروا بعد الهزيمة النهائية للجيش الروسي تحت قيادة الجنرال بيوتر رانجل في شبه جزيرة القرم في نوفمبر 1920، موضحةً استضافتها من خلال تقديمها على أنها سداد لديون صربيا المستحقة لروسيا لتدخل الأخيرة إلى جانب صربيا عند اندلاع الحرب العالمية الأولى. أصبحت مملكة يوغوسلافيا موطنًا لـ 40.000 منفي من الإمبراطورية الروسية. في عام 1921، بناءً على دعوة من البطريرك الصربي ديميتري، انتقلت قيادة الكنيسة الروسية في المنفى من القسطنطينية إلى صربيا وفي سبتمبر 1922 في كارلوفشي (حتى عام 1920، مقر بطريركية كارلوفشي الملغاة) أنشأت بحكم الواقع كنسية مستقلة. الإدارة التي أُنشئت بعد بضع سنوات على أنها الكنيسة الأرثوذكسية الروسية خارج روسيا (روكور).

### الحرب العالمية الثانية

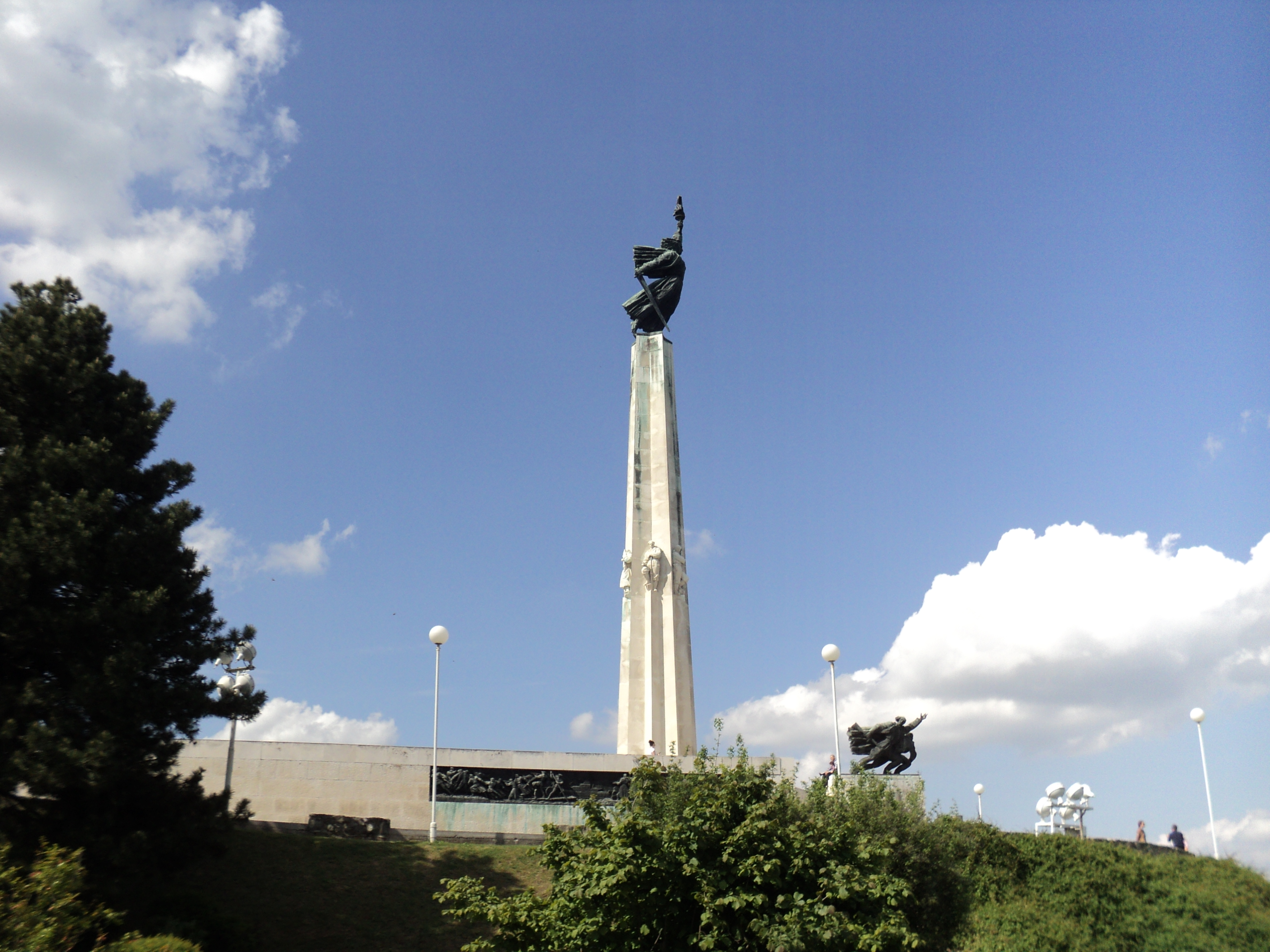
نصب تذكاري لمعركة الباطنة في باتينا بواسطة أنطون أوجستينتشيتش

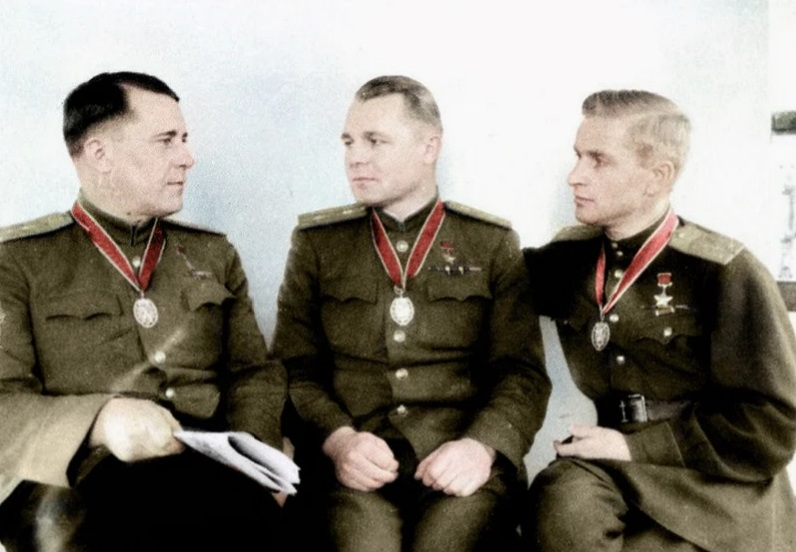
الجنرالات السوفيت ياكيموف وشورنيكوف وكالينكين، الحاصلين على وسام بطل الشعب

بعد النجاح العسكري للحزب اليوغوسلافي، أرادت السلطات الجديدة في البلاد الحصول على اعتراف دولي من قبل الاتحاد السوفيتي والمملكة المتحدة والولايات المتحدة في معارضة الحكومة اليوغوسلافية في المنفى. كانت موسكو ولندن على علم جيد بالأحداث التي وقعت خلال الحرب العالمية الثانية في يوغوسلافيا بالفعل في خريف عام 1941. قبل مؤتمر موسكو في أكتوبر 1943، أبلغ تيتو السلطات السوفيتية أن حركته لا تعترف بالحكومة في المنفى وأنهم سيمنعون ملك يوغوسلافيا بأي جهد من العودة إلى البلاد لأنها قد تشرع في حرب أهلية. كانت موسكو مقيدة ومتحفظة في دعمها للحزب اليوغوسلافي خوفًا من أنها قد تثير استعداء الحلفاء الغربيين. لذلك انزعج السوفييت من راديكالية الدورة الثانية لمجلس مناهضة الفاشية للتحرير الوطني ليوغوسلافيا التي تم تنظيمها دون أي مشاورات مسبقة مع الاتحاد السوفيتي. وصلت البعثة العسكرية السوفيتية إلى أنصار يوغوسلافيا في فبراير 1944، في الوقت الذي كانت هناك بالفعل مهمة بريطانية منذ فبراير 1942. غادر تيتو جزيرة فيس في 19 سبتمبر 1944 وفي 21 سبتمبر التقى مع ستالين في موسكو. مع الدعم اللوجيستي والقوة الجوية من الحلفاء الغربيين، والقوات البرية السوفيتية في المرحلة الأخيرة من الحرب أثناء هجوم بلغراد، سيطر الحزبيون في النهاية على البلاد بأكملها والمناطق الحدودية في تريست وكارينثيا. في حين كان الدعم السوفيتي في المرحلة الأخيرة من الحرب كبيرًا، لا سيما في شمال شرق البلاد (فويفودينا، سلافونيا، بلغراد)، فإن الشيوعيين اليوغوسلافيين، على عكس معظم الشيوعيين في أوروبا الشرقية، لم يؤسسوا انتصارهم بشكل أساسي على هجوم الجيش الأحمر. وافق الاتحاد السوفيتي على عدم معاملة الأجزاء الشمالية المحررة من يوغوسلافيا كأراضي محتلة (مثل باقي المناطق في أوروبا) وأن الحياة اليومية ستنظمها الإدارة المدنية المحلية. خلال ستة أشهر من وجود الجيش الأحمر في يوغوسلافيا، تلقت السلطات المدنية تقارير عن 1219 حالة اغتصاب و 359 محاولة اغتصاب و 111 جريمة قتل و 248 محاولة قتل و 1204 سرقة مع جرحى الأفراد. أعرب تيتو عن غضبه من مثل هذه التطورات وجهود تجنيد جنود وضباط شرطة يوغوسلافيين في أجهزة المخابرات السوفيتية. أثناء الاجتماع مع أندريا هيبرانج في يناير من عام 1945 أشار ستالين إلى تقارير عن سلوك غير لائق، لكنه أكد أن تلك كانت حالات معزولة. في وقت لاحق من ذلك العام، خلال الاجتماع الجديد بين ستالين وتيتو، اشتكى الزعيم اليوغوسلافي مرة أخرى من حالات الاغتصاب في بلغراد التي تركت الزعيم السوفيتي دون أن ينبس ببنت شفة.

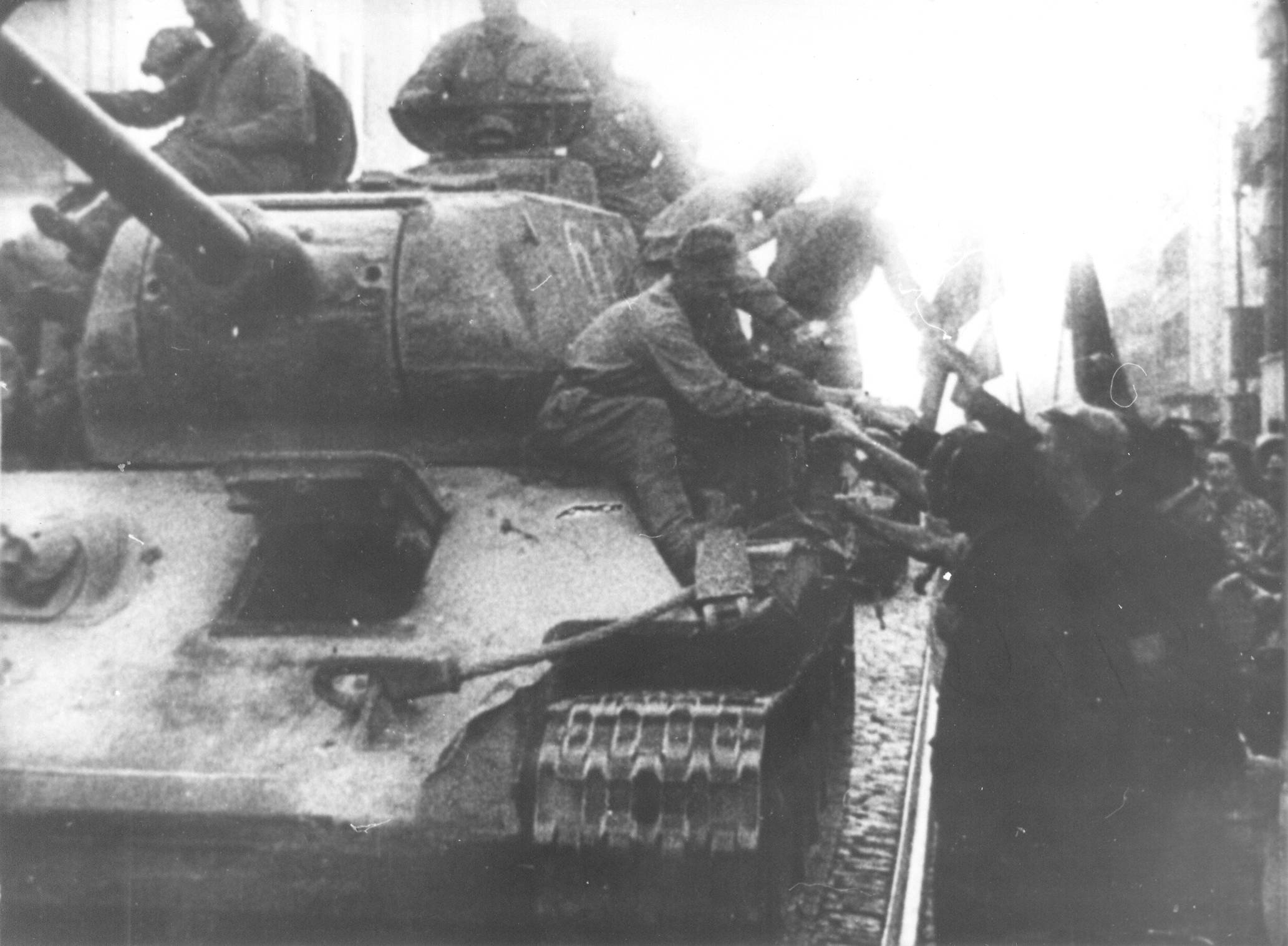
استقبال الجيش الأحمر في بلغراد المحررة في أكتوبر 1944
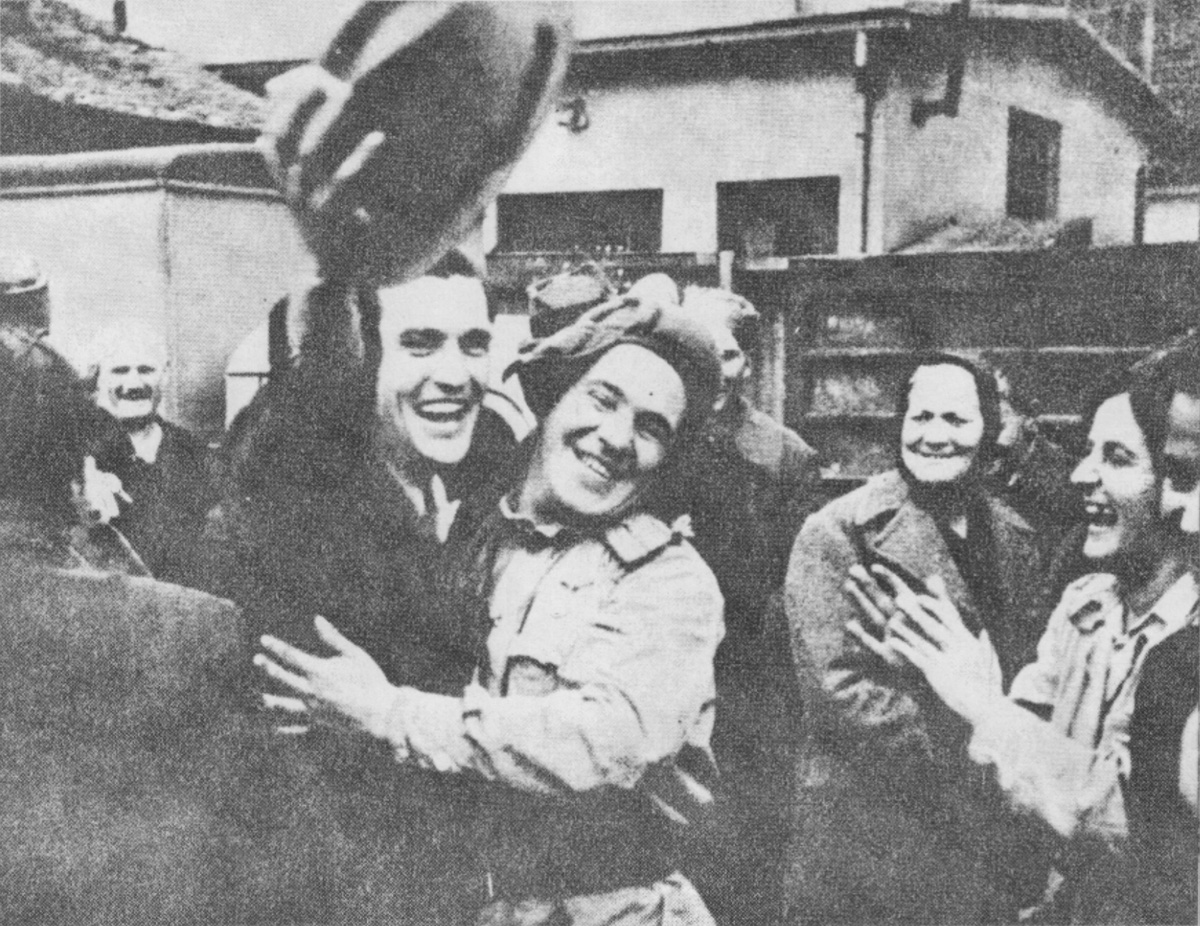
تحرير بلغراد 1944
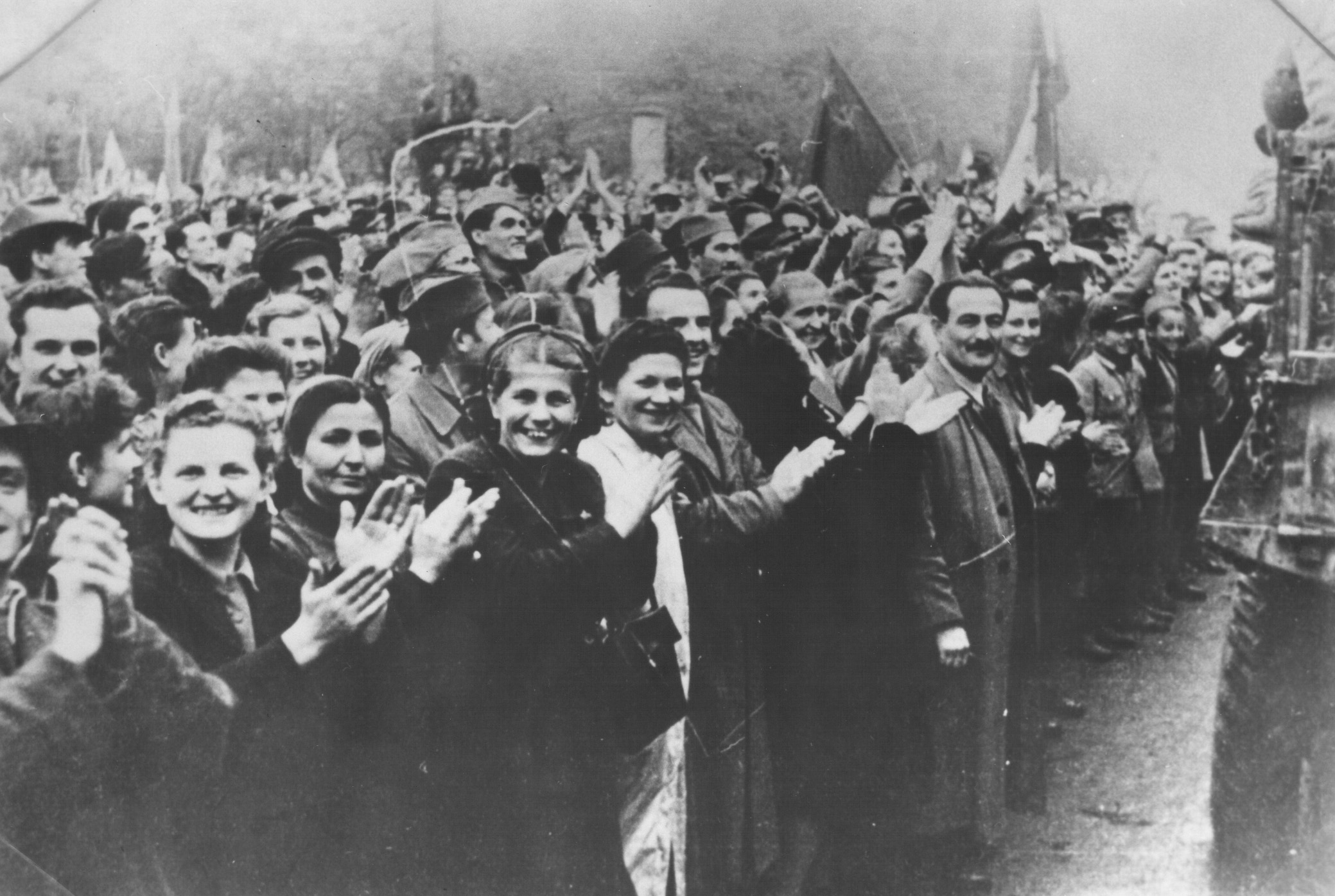
تحرير بلغراد 1944
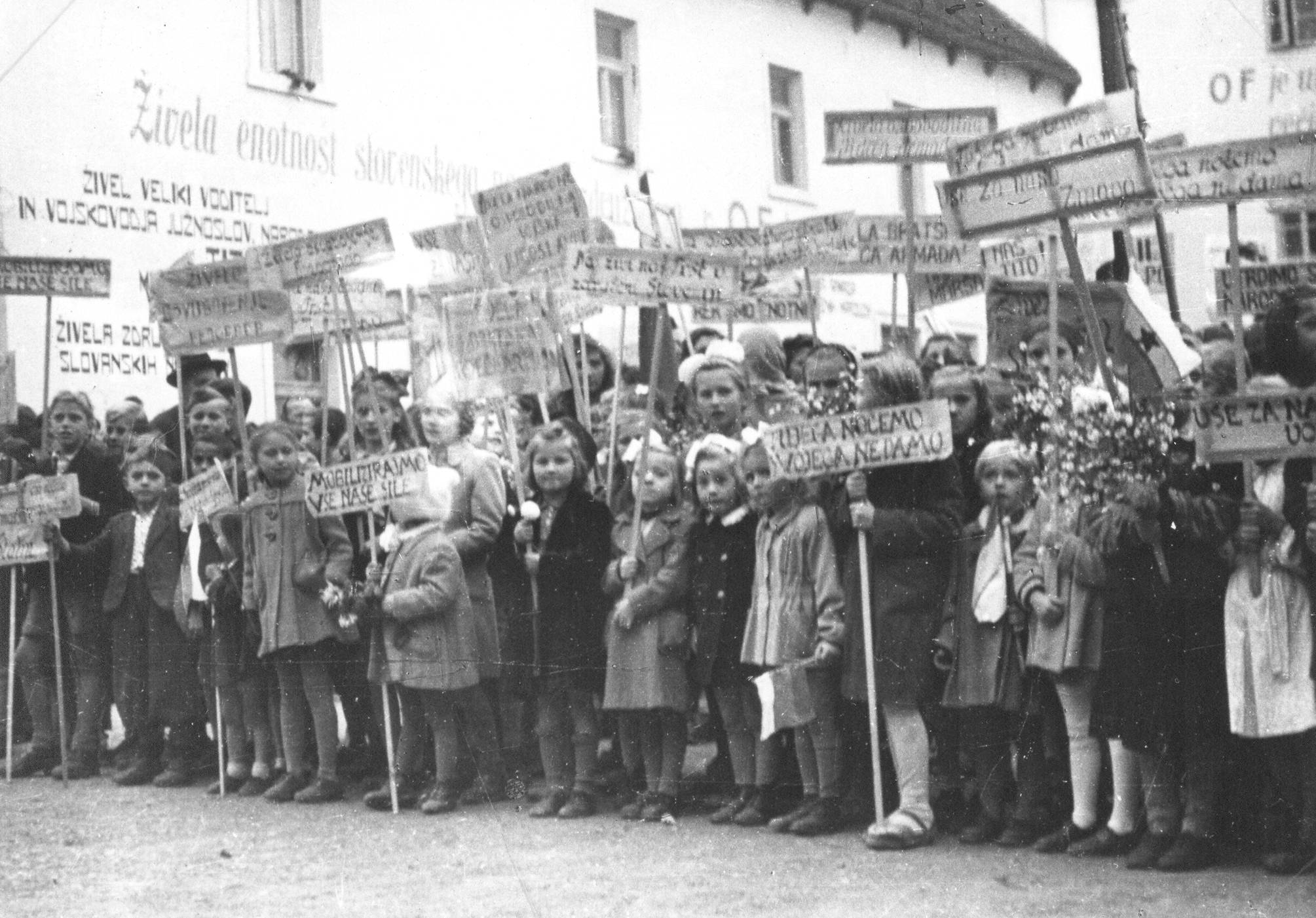
الاحتفال بتحرير بلغراد في سلوفينيا

### الحرب الباردة

#### فترة التقارب 1945-1948

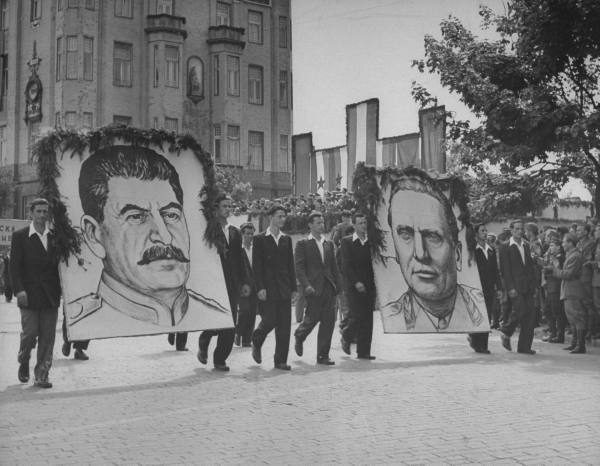
بلغراد، 1946

اعترف الاتحاد السوفيتي بيوغوسلافيا الاشتراكية الجديدة (التي أُعلن عنها في 29 نوفمبر 1945) واعترف بها الاتحاد السوفيتي في 19 ديسمبر من نفس العام. في تشرين الثاني / نوفمبر 1945، أجرى رئيس يوغوسلافيا جوزيب بروز تيتو مقابلة مع صحيفة التايمز أكد فيها أن «الشعب اليوغوسلافي يتمتع بتعاطف حميم وعميق وصداقة وأخوة مع شعوب الاتحاد السوفيتي. لكن لا يوجد شيء خاص به». مؤكدا نية البلاد في الحفاظ على استقلالها. من عام 1945 حتى عام 1948، وقعت يوغوسلافيا معاهدات صداقة ومساعدة متبادلة مع جميع دول أوروبا الشرقية تقريبًا. وقعت يوغوسلافيا والاتحاد السوفيتي معاهدة الصداقة والتعاون بينهما في 11 أبريل 1945 في موسكو. كان موقع الكومنفورم في البداية في بلغراد.

#### انشقاق تيتو وستالين 1948
في العامين الأولين بعد الحرب، لم تكن العلاقات بين جمهورية يوغوسلافيا الاتحادية والقيادة السوفيتية، والتي سعت خلال تلك الفترة لاستيعاب مطالب الحلفاء الغربيين للاتحاد السوفيتي في أوروبا، خالية تمامًا من الخلافات حول عدد من القضايا، مثل مطالبات يوغوسلافيا الإقليمية بإقليم ترييستي الإيطالي الحر وجزء من كارينثيا النمساوية التي يسكنها كارينثيان السلوفينيون، وجهود تيتو للعب دور قيادي في منطقة البلقان بأكملها، بالإضافة إلى إحجام ستالين عن دعم الشيوعيين اليونانيين بشكل حاسم في الحرب الأهلية اليونانية، الذين كانوا مدعومين من يوغوسلافيا وبلغاريا وألبانيا.  حدث تدهور جذري في العلاقات في أوائل عام 1948. كان الافتراض السائد في موسكو أنه بمجرد معرفة أنه فقد الموافقة السوفيتية، سينهار تيتو. وقد أدى إلى طرد يوغوسلافيا من الاتحاد الدولي للدول الاشتراكية، بينما خضعت دول اشتراكية أخرى في أوروبا الشرقية لاحقًا لعمليات تطهير ضد تيتو. في مواجهة الحظر الاقتصادي للكتلة الشرقية واحتمال شن هجوم عسكري، طلبت يوغوسلافيا المساعدة من الغرب، ولا سيما الولايات المتحدة. أخذ ستالين الأمر شخصيًا وحاول، دون جدوى، اغتيال تيتو في عدة مناسبات. أدت مقاومة تيتو الناجحة لستالين في عام 1948 إلى زيادة شعبيته في كل من يوغوسلافيا وحول العالم وتحديد العلاقات السوفيتية اليوغوسلافية المستقبلية. مع تدهور العلاقات، اتهم التمثيل اليوغوسلافي في الأمم المتحدة الاتحاد السوفيتي ببدء الحرب الكورية.

#### تطبيع العلاقات في فترة نزع الستالينية

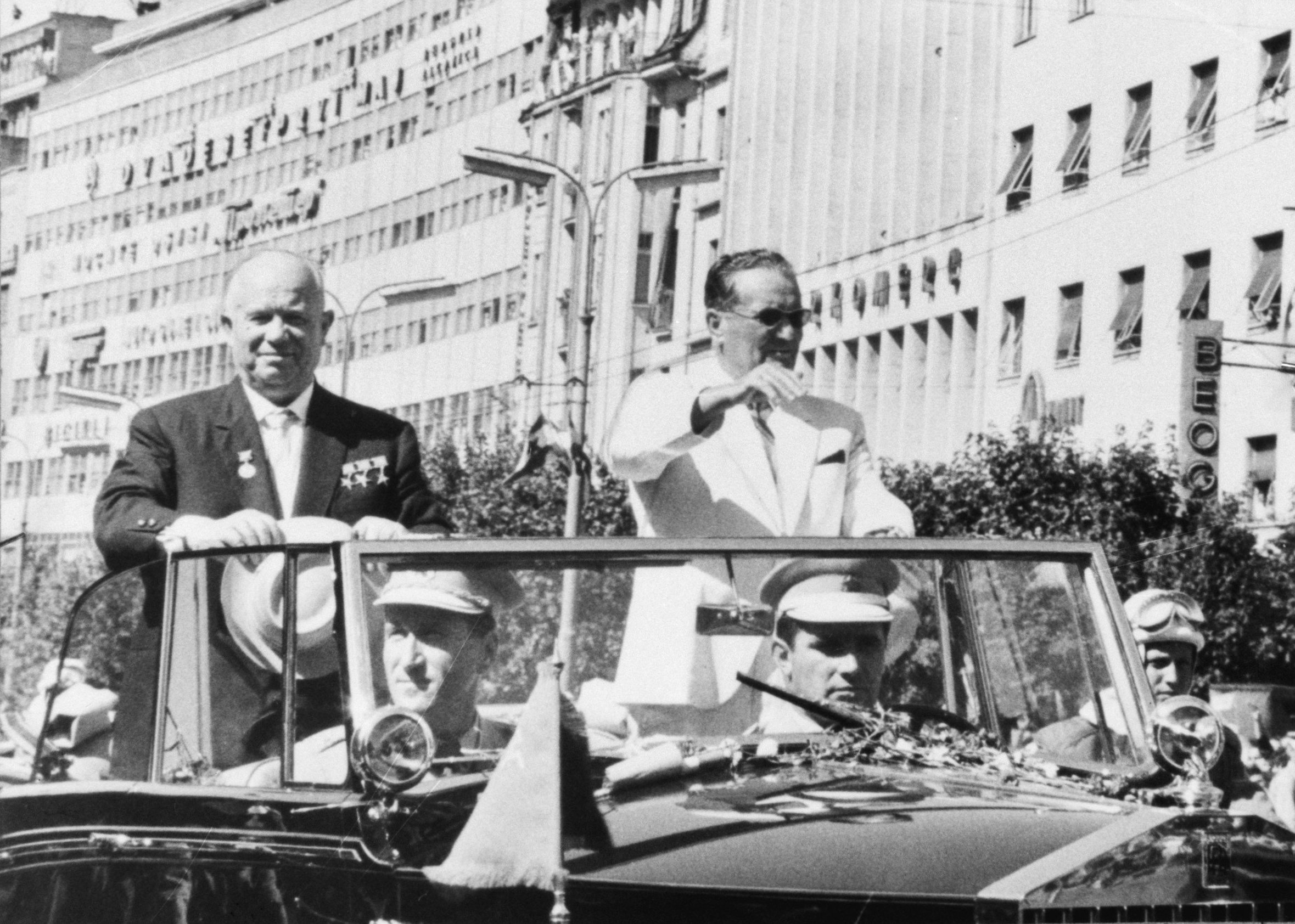
نيكيتا خروتشوف وجوزيف بروز تيتو في بلغراد عام 1963

لقد تأثر التطبيع اليوغوسلافي السوفيتي بعد وفاة ستالين بعملية إزالة الستالينية، وإنشاء حركة عدم الانحياز، وقد تمثل في تبادل الرسائل في مارس 1955 عندما وافق تيتو وخروتشوف على الاجتماع في بلغراد.
كانت الإدارة الذاتية الاشتراكية، على الرغم من عدم تبنيها رسميًا من قبل أي دولة من دول الكتلة الشرقية، فكرة شائعة في جمهورية بولندا الشعبية وجمهورية التشيكوسلوفاكية الاشتراكية وجمهورية المجر الشعبية.
حتى أن رئيس يوغوسلافيا تيتو حضر مؤتمر عام 1967 لحلف وارسو (المرة الوحيدة التي حضر فيها رئيس يوغوسلافيا) في محاولة لإقناع دول الكتلة الشرقية بدعم مصر، حليف يوغوسلافيا غير المنحازة في حرب الأيام الستة، بينما سمحت يوغوسلافيا أيضًا بالدول الأعضاء باستخدام مجالها الجوي لتقديم مساعدات عسكرية.
بدأت فترة العداء الجديدة في عام 1968 مع غزو حلف وارسو لتشيكوسلوفاكيا. على عكس الدعم اللفظي اليوغوسلافي للتدخل السوفيتي في المجر عام 1956، أدانت يوغوسلافيا بشدة غزو تشيكوسلوفاكيا التي كان يُنظر إليها على أنها دولة قريبة بشكل خاص. في 12 يوليو / تموز 1968، أجرى رئيس يوغوسلافيا، جوزيف بروز تيتو، مقابلة مع صحيفة الأهرام المصرية اليومية حيث ذكر أنه يعتقد أن القادة السوفييت ليسوا «مثل هؤلاء الأشخاص الذين يعانون من قصر النظر [...] الذين سيتبعون سياسة القوة لحل الشؤون الداخلية لتشيكوسلوفاكيا». زار الرئيس تيتو براغ في 9 و 10 أغسطس 1968، قبل أيام فقط من التدخل بينما تجمعت مجموعة كبيرة من 250000 متظاهر في بلغراد بمجرد بدء التدخل. قدمت يوغوسلافيا الملاذ للعديد من المواطنين التشيكوسلوفاكيين (العديد منهم في أيام العطلات) والسياسيين بما في ذلك Ota ik وJiří Hájek و František Vlasak و tefan Gašparik. أثناء الغزو وبعده، استخدم الآلاف من مواطني تشيكوسلوفاكيا يوغوسلافيا كأهم طرق الهجرة إلى الدول الغربية.
تحسنت العلاقات مرة أخرى بعد المؤتمر الرابع والعشرين للحزب الشيوعي للاتحاد السوفيتي في عام 1971 مع إستراتيجية السياسة الدولية السوفيتية الجديدة تجاه الولايات المتحدة وحركة عدم الانحياز وموقف يوغوسلافيا الإيجابي تجاه السياسة السوفيتية المتمثلة في خفض التصعيد والتعاون مع الغرب. في 5 يونيو 1972، حصل جوزيف بروز تيتو على وسام لينين، وهو أعلى وسام وطني في الاتحاد السوفيتي.

كانت الدبلوماسية اليوغوسلافية منزعجة مرة أخرى من التدخل السوفيتي عام 1979 في أفغانستان، والتي كانت على غرار يوغوسلافيا في ذلك الوقت دولة غير منحازة واشتراكية خارج حلف وارسو. أدانت يوغوسلافيا رسميا التدخل السوفيتي وأعربت عن «الدهشة» و «القلق العميق» بشأن التطورات في أفغانستان. جاء التدخل عندما تدهورت الحالة الصحية لرئيس يوغوسلافيا جوزيف بروز تيتو مع تصور أن موسكو تنتظر وفاة تيتو من أجل تجديد ضغطها على بلغراد.

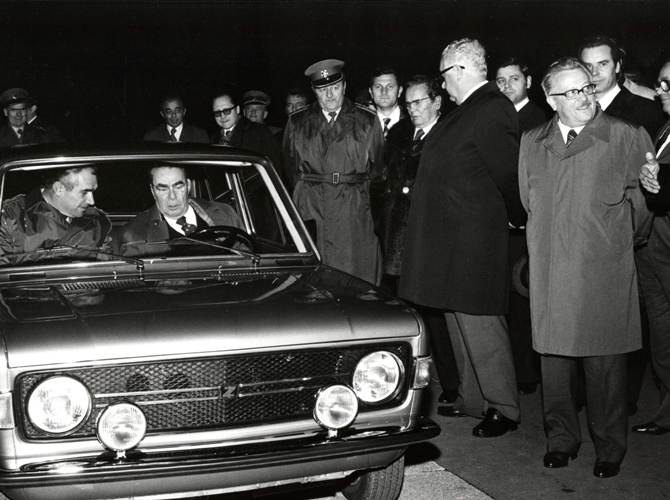
ليونيد بريجنيف في شركة زاستافا للسيارات في كراغويفاتش عام 1976
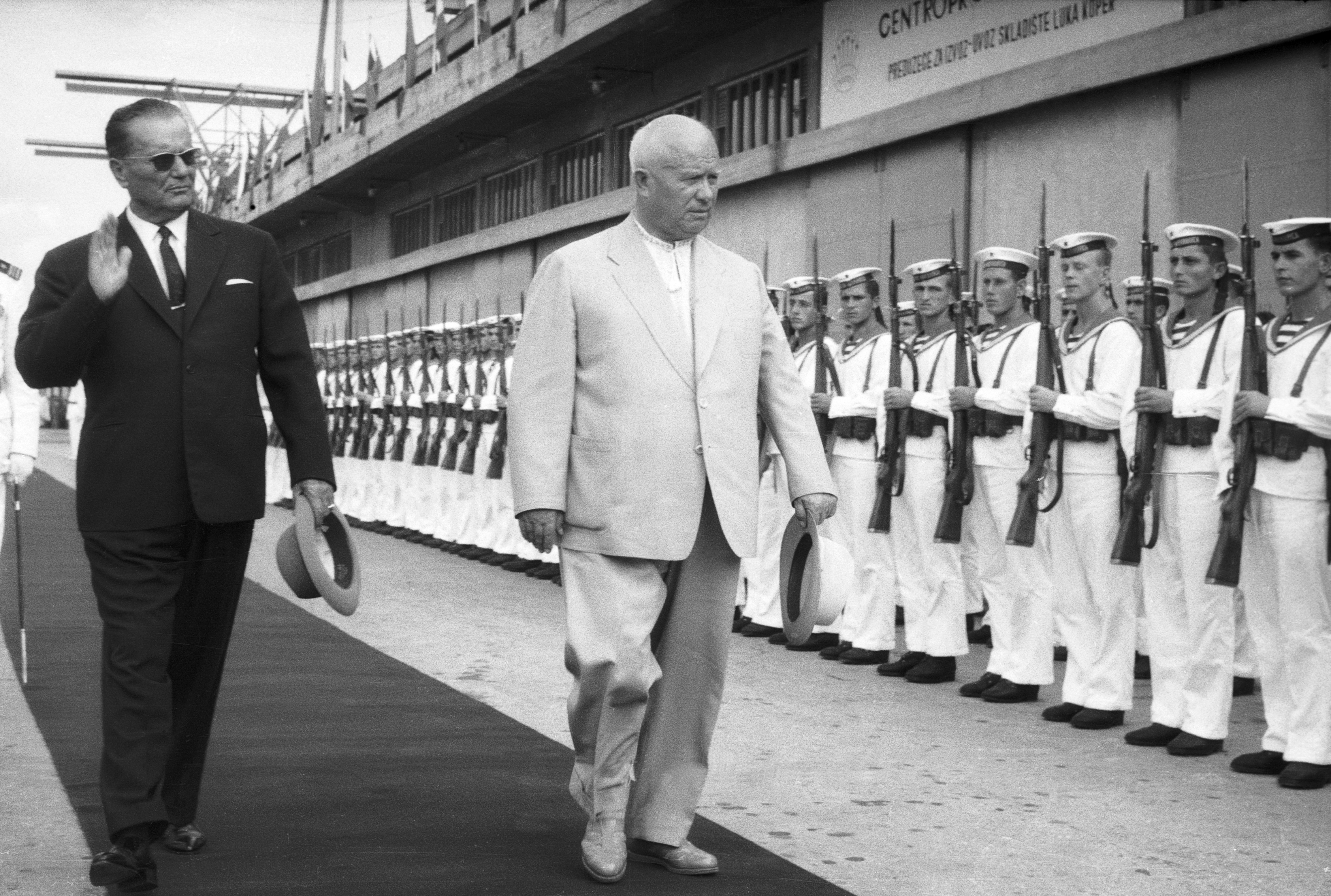
نيكيتا خروتشوف في كوبر عام 1963
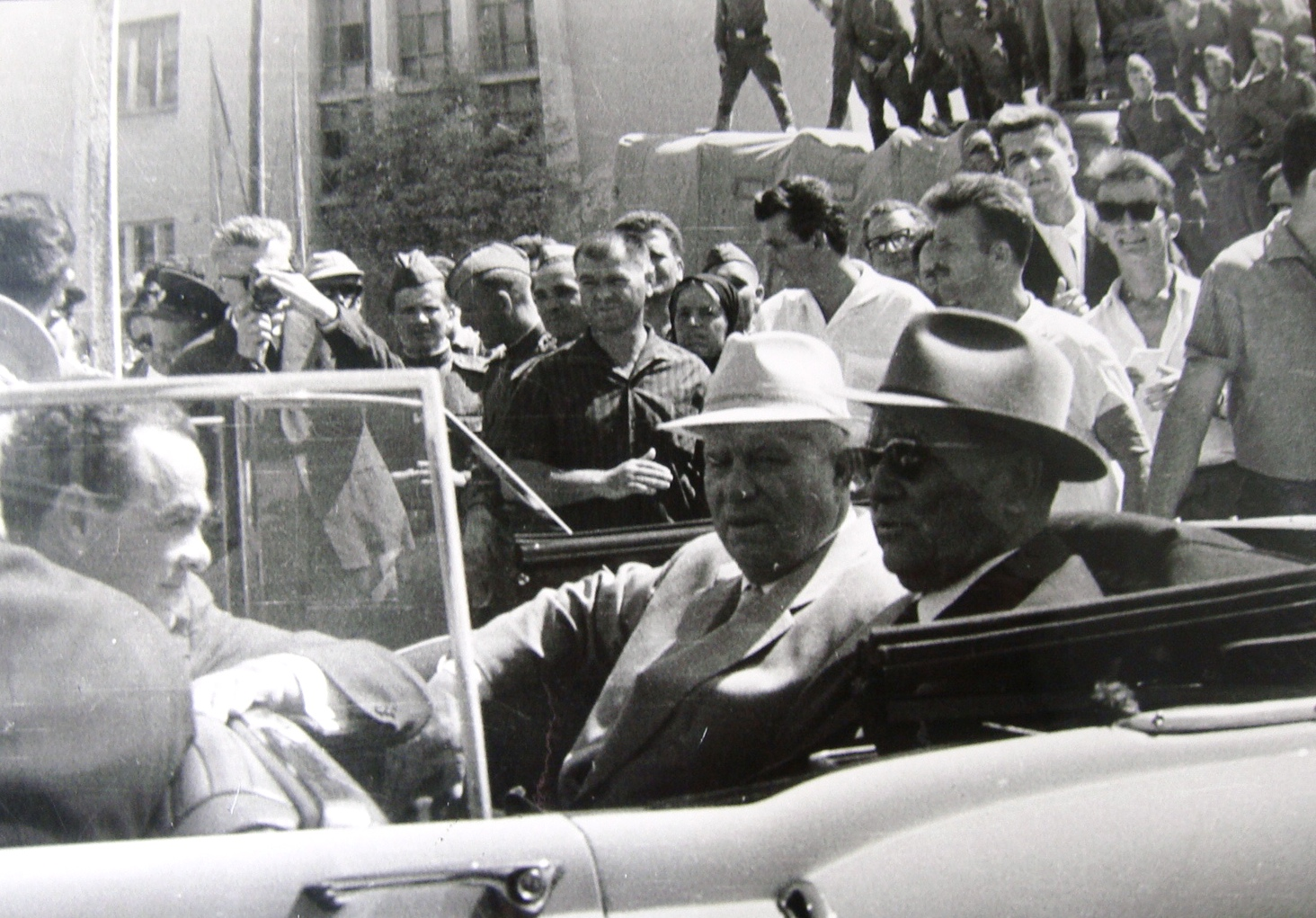
تيتو وخروتشوف في سكوبي عام 1963
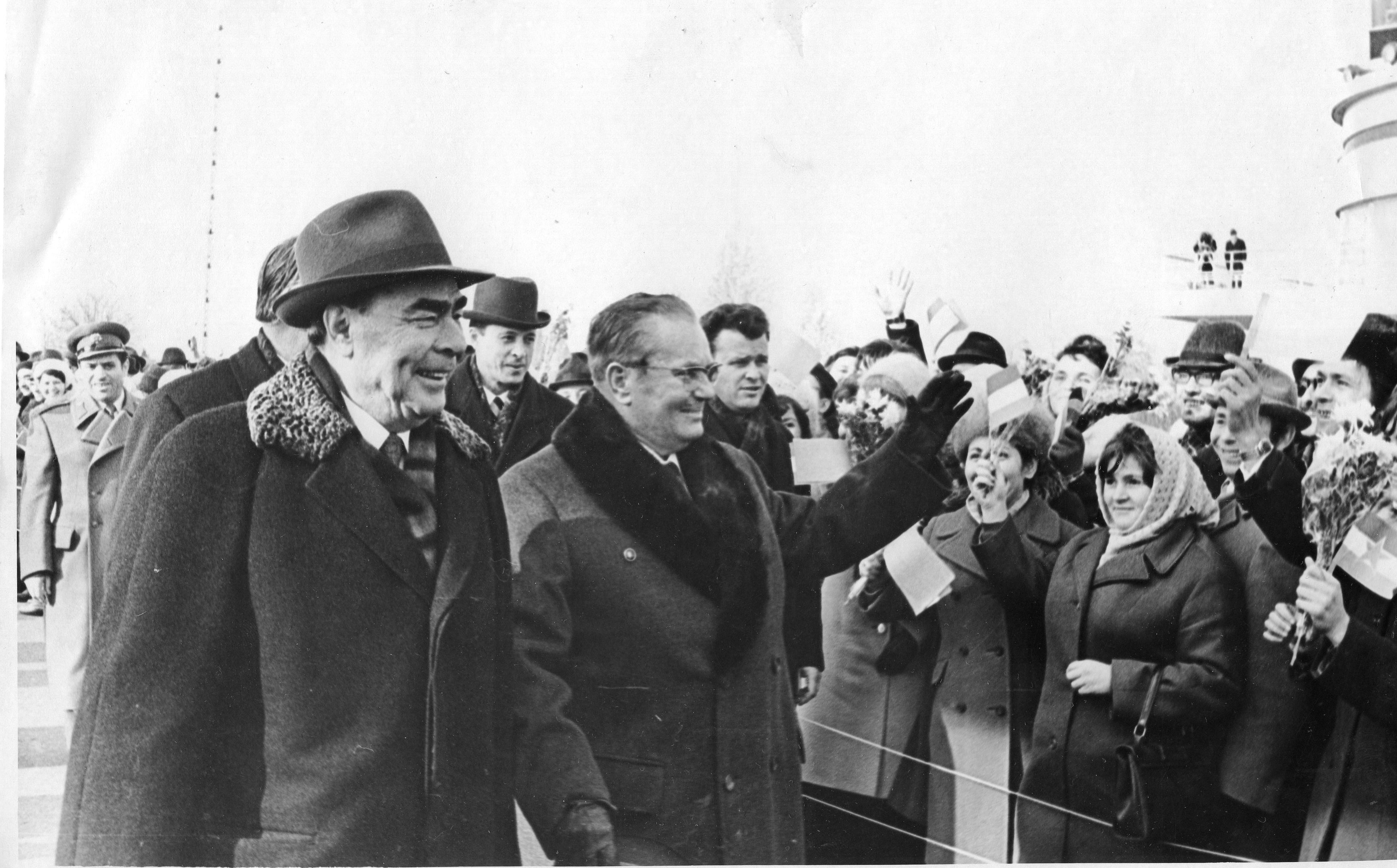
ليونيد بريجنيف وجوسيف بروز تيتو في كييف عام 1973